# Taranis (god)

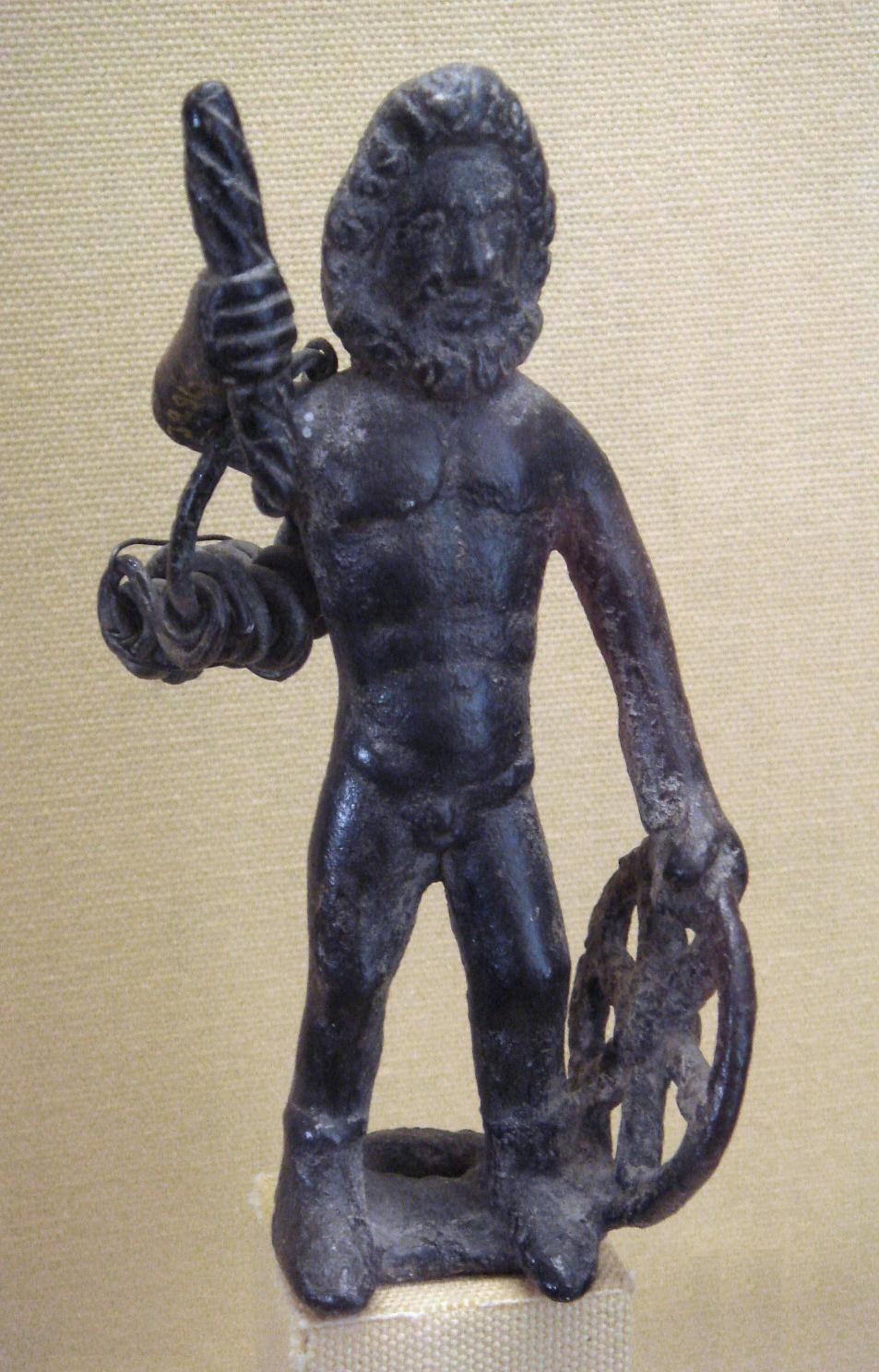
bronzen Taranis (Jupiter) met zonnerad en lichtflits

Taranis is een keltische god, de god van de donder. Taranis betekent 'donderaar' en het woord 'taran' betekent in het moderne Welsh en Bretons nog altijd donder, evenals het woord 'torrunn' in het Schots-Gaelisch. 
Taranis werd door de Romeinen vergeleken met hun god van de donder, Jupiter. Hij wordt ook de wielgod genoemd, vanwege attributen waarmee hij altijd wordt afgebeeld: het zonnerad en de lichtflits die hoort bij de donder.
Taranis was ook de god van kennis en magie.

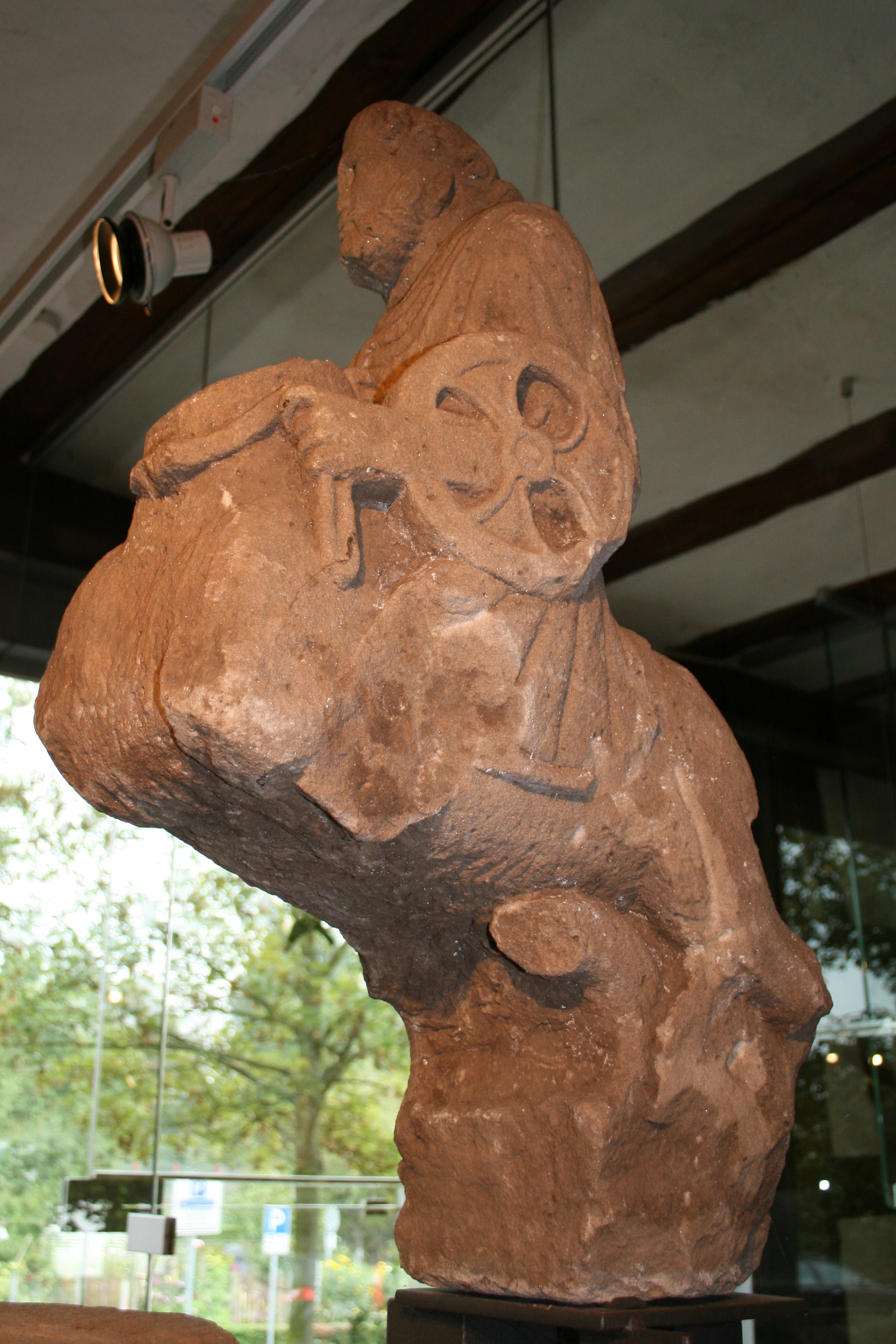
De Jupitergigantensäule uit Obernburg met driespakig rad, attribuut van de keltische god Taranis (vermoedelijk lokale interpretatie)

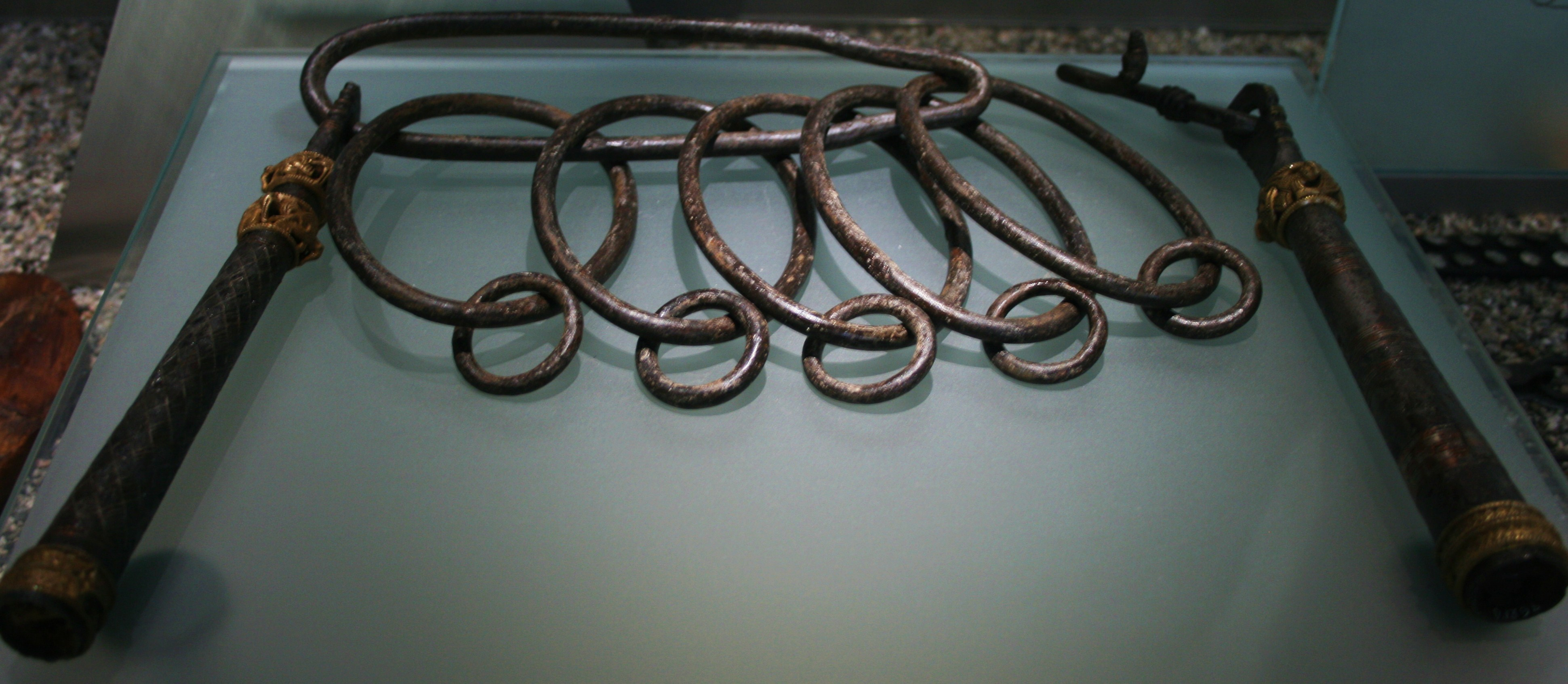
Ratel gevonden in het Osebergschip in Noorwegen

Abnoba · 
Ancamna ·
Andarta ·
Andraste ·
Anu ·
Artio · 
Arduinna · 
Arvernorix · 
Aufaniae · 
Ategnissa · 
Aveta · 
Badb ·
Banba ·
Belenos ·
Belisama · 
Bormo · 
Branwen ·
Breg ·
Bres ·
Breogán ·
Brigantia · 
Bussurigios · 
Cailleach ·
Camulos ·
Caturix · 
Cernunnos ·
Cicollos · 
Cissonius · 
Cú Chulainn ·
Dagda ·
Danu ·
Domnu ·
Epona ·
Ériu ·
Esus ·
Fand ·
Fódla ·
Gontia · 
Grannus · 
Gwendolyn ·
Herecura · 
Icovellauna · 
Intarabis · 
Inciona ·
Iouga ·
Lí Ban ·
Litavis · 
Llŷr ·
Loucetius · 
Lugh ·
Lugos · 
Luxovius ·
Macha ·
Marrigu ·
Matres ·
Mogons · 
Mogontia · 
Morrigan ·
Nemain ·
Nemetona · 
Ogma ·
Ogmios · 
Poeninus · 
Ritona · 
Rhenus · 
Rosmerta · 
Seela ·
Sequana ·
Sídhe ·
Suleviae ·
Taranis · 
Toutiorix · 
Teutanus · 
Teutates ·
Tuatha Dé Danann ·
Vassocaletis · 
Vellaunus ·
Vosegus · 
Xulsigiae